# Navadni motovilec
Navadni motovilec (Valerianella locusta) je enoletna dvokaličnica iz družine kovačnikovk (Caprifoliaceae), ki ima užitne liste z vonjem po orehih, temno zelene barve in krhke strukture. Pogosto se uporablja kot solatnica.
V nekaterih predelih Evrope, severne Afrike in zahodne Azije raste tudi v divjini. V Evropi in Aziji ga pogosto gojijo kot kulturno rastlino, v Severni Ameriki pa se je razširil iz poljedelskih predelov v divjino ter se kot divja rastlina pojavlja tako na vzhodni kot zahodni obali. Kot posebna specialiteta velja v predelu Francije okrog Nantesa, ki je tudi področje, kjer pridelajo največ motovilca za evropsko tržišče.

## Opis
Listi motovilca so žličaste oblike in so zraščeni v rozeto, dolgi so od nekaj centimetrov, pri najbolj razširjenih sortah pa do 20 centimetrov in več. Bolj aromatične sorte motovilca so tiste, ki imajo majhne liste.

## Prehranska vrednost
Kot druga zelena zelenjava vsebuje motovilec številna hranila, med drugim trikrat toliko vitamina C kot zelena solata, betakaroten, vitamin B6, železo in kalij.